# Ocnogyna
Ocnogyna é um gênero de traça pertencente à família Arctiidae.